# Aventignan
Aventignan – miejscowość i gmina we Francji, w regionie Oksytania, w departamencie Pireneje Wysokie.
Według danych na rok 1990 gminę zamieszkiwało 208 osób, a gęstość zaludnienia wynosiła 40 osób/km² (wśród 3020 gmin regionu Midi-Pireneje Aventignan plasuje się na 855. miejscu pod względem liczby ludności, natomiast pod względem powierzchni na miejscu 1472.).